# VF-4 ライトニングIII
VF-4 ライトニングIII（ブイエフ フォー ライトニング スリー、LIGHTNING III）は、「マクロスシリーズ」に登場する架空の兵器。初出は、1987年発売のOVA『超時空要塞マクロス Flash Back 2012』。「バルキリー」の通称で呼ばれる可変戦闘機（ヴァリアブル・ファイター=VF）のひとつで、ファイター（航空機）とバトロイド（人型ロボット）、両者の中間形態であるガウォークの三形態に変形する。
VF-1 バルキリーに次ぐ地球統合軍の量産機で、独特の三胴体構造と高い宇宙戦能力を持つ。1982年放送のテレビアニメ『超時空要塞マクロス』の最終話で模型飛行機として登場したのち、『Flash Back 2012』でより空力的なデザイン変更が行われた実機が登場する。
愛称（ペットネーム）の「ライトニング」は英語で「稲妻」「雷光」を意味し、実在の戦闘機P-38とF-35（ライトニングII）も同じ愛称で呼ばれている。
メカニックデザインは、河森正治が実在の超音速偵察機「SR-71 ブラックバード」を参考に行なった。

## 概要
河森がVF-1に次いで2番目にデザインした機体。SR-71が好きだった河森は、中学生の頃から三胴型の飛行機をよく描いていたと語っている。当初はファイター形態の設定しか存在しておらず、アニメでもほかの形態は登場しなかった。このため、アニメ誌では非変形バルキリーだと紹介された例もある。ただし、1989年10月発売の『スタジオぬえメカニックデザインブック』では「このタイプもバトロイドに変形する」とキャプションが入っている。
1997年2月28日に発売されたゲーム『マクロス デジタルミッション VF-X』にて正式なガウォーク、バトロイド形態が設定され、以後定着する。
ほかのVFシリーズにくらべてメディア露出は少ないが、プラモデルや変形玩具などが商品化されている。

## 機体解説
ストンウェル・ベルコム社が、VF-1 バルキリーの後継機として開発した機体。中央の胴体と左右のエンジンブロックで構成される三胴体形状が特徴で、ガウォーク、バトロイド形態時はエンジンブロックが腕と脚に分割される。正式な愛称は「ライトニングIII」だが、その形状の特異さと美しさからパイロットや整備員によって「アロー」、「サイレーン」などと呼ばれることも多かった。
VF-1の欠点であった宇宙戦能力の強化を目標としており、ファイター形態での総合性能はVF-1スーパーパック装備型と比較して約40パーセント向上している。しかし大気圏内での機動性・低空特性はVF-1より劣っていたため完全代替とはならず、並行してVF-1の改修と生産も継続された。
固定武装として、宇宙空間において温度変化や弾丸数、発射速度の影響を受けにくい粒子ビーム砲を標準装備。ほかにも、半埋め込み式の中距離ミサイルの装備などの特徴が見られる。これはVF-1がおもにハードポイントや、ガンポッドに外部兵装を依存したため、汎用性と引き換えに武装時の速度や航続性能、さらにはステルス性が悪化した反省を踏まえ配置されたもので、有効射程もさらに延長されている。
生産開始は2012年。超長距離移民船「メガロード-01」の出航に間に合わせるかたちで配備が行われ、以後2020年までにはほぼすべての宇宙航空隊に配備が完了した。2022年の生産終了までに8,245機が生産されるが、2020年代後半には大気圏内性能に優れる新星インダストリー社製の「VF-5000 スターミラージュ」 が量産・配備されたため、本機は宇宙空間を主領域として運用されることとなる。VF-1の汎用性までをもカバーした完全な後継機は、2030年代に制式採用される新星社製の「VF-11 サンダーボルト」の登場を待たねばならない。なお、本機の航宙機としての能力はゼネラル・ギャラクシー社製の「VF-14 バンパイア」に受け継がれる。ネオ・グラージ、エルガーゾルンなどの三胴型の機体にも影響を与えている。
2047年のミルキードールズ誘拐事件（『マクロス デジタルミッション VF-X』）時のオルフェウス作戦に当たるステルス強襲潜航母艦ヴァルハラIIIにもVF-4Gが搭載されているが、この時点ではもはや旧式機とされている。
『マクロス デジタルミッション VF-X』の制作時には、未使用ではあるがミサイルポッドとブースターの機能を兼ね備えた機体上面のパック（x2）、機体両側面（バトロイド時の脚外側）に追加推進剤タンクを装備したFASTパック（装備したまま大気圏内外を飛行可能な兼用デザイン）の設定画が描き起こされている。

### 開発経緯
VF-1の後継機種は当初はVF-X-3とVF-X-4の競作で進められたが、その後、第一次星間 大戦の戦火によってVF-X-3は開発施設もろとも焼失してしまい、VF-X-4の開発が進められることになる。VF-1とのパーツの共通化によって開発期間の短縮を図っており、2012年に完成する。開発には一条輝など、当時のエースパイロットの意見が取り入れられた。

## 機体名
初期は単に「ライトニング」と呼ばれた時期もあった。現在でも文献により双方の表記の混在が見られる。このローマ数字のIIIは以下の現実における戦闘機命名の歴史にちなんだ事情による。
第二次世界大戦時に連合国各国空軍・陸軍航空隊で使用された双発双胴の戦闘機、ロッキード（後のロッキード・マーティン）P-38は「ライトニング」という愛称で呼ばれた。21世紀初頭から配備が始まったF-22は「ラプター」の愛称で呼ばれているが、YF-23との競争試作および実用試験当初は「ライトニング II」という愛称であった。VF-4はこれらの機体の名を受け継ぐものとして"III"のローマ数字を使用した。
なお、現実において「ライトニング」の愛称がつけられた軍用機としてはほかにイングリッシュ・エレクトリック ライトニング、F-35 ライトニング IIがあるが、後者の場合、VF-4 はこれよりずっと以前に設定されており、命名に関してはまったくの無関係である。
しかしながら、この設定は1995年以降に各種ゲーム媒体での添付資料から付加されたものであるため、それ以前の資料などでは、同機の試作実証機で形状の細部が大幅に異なるVF-X-4 サイレーンの呼称や、無印のライトニングの呼称が混在している状況である。河森はサイレーンの名が、『超時空要塞マクロスII -LOVERS AGAIN-』に登場する「VA-1SS メタル・サイレーン」と紛らわしいために改称したともコメントしている。

## バリエーション
VF-X-4
『超時空要塞マクロス』に模型として登場。のちの生産型と共通性の少ない試作機。
VF-X-4V1
試作1号機。VF-1との部品共用率は約35パーセント。
VF-4A-0
増加試作型。VF-1との部品共用率は約25パーセント。
VF-4A
最初の生産型。当初は不要ということでバトロイドへの変形機能はロックされていたが、パイロットの要望もあり、後期の「生産ブロック」 (Production Block) では機能付加された。
VF-4B
複座の攻撃機能強化型。後席は電子戦士官搭乗だが、操縦機能が残されているため、練習機としても使われる。
VF-4C
大気圏内仕様への換装可能な発展型。大気圏内・外双方の活動機会がある部隊に優先配備。
VF-4D
上記型の海軍（艦上機）仕様。宇宙用装備を外されて大気圏内専用になった機体も多いが、 機動性が劣るためドッグファイト以外の目的、おもに迎撃や、ミサイルを活かしての対艦戦闘攻撃機として使用される。なお、離着艦訓練の難易度から複座の艦上型は開発されず、単独での離着艦の技量水準に至るまで海軍航空基地にてB型が流用されたが、複座攻撃機として用いるためにB型に着艦拘束鉤（フック）を装備した機体も少数が生産される。
VF-4S
上記型の大気圏内専用仕様。Sは海上 (SEA) の略とも言われており、不要装備の除去、エンジン換装、塩害対策などが施されている。
VF-4SL
エンジンを 新中州 / P&W / ロールス・ロイス・ホールディングス製 FF-2011 熱核タービン（宇宙空間最大推力165KN×2。チューンナップにより出力20パーセント向上）、P&W 製高機動バーニアスラスターHMM-1A、スラスト・リバーサー、3D機動ノズルを装備し、防御用兵装として「エネルギー転換装甲SWAGシステム」一式を搭載。大気圏内仕様であるS型の腕部と一部変形機構を省略し、対艦攻撃・邀撃機に特化した仕様で「VF-4軽装型」と呼ばれることもある。腕のないガウォーク（ガウォークファイター）にのみ変形が可能。統合軍の移民船団護衛部隊で愛された同機のほとんどは、VF-11、VF-14 バンパイア（可変攻撃機の派生型VA-14 ハンターを含む）への機種転換によって民間に払い下げられており、この機体でオストリッチ・レースのように腕部を必要としないレースなどに参戦している姿が描かれている。
VF-4G
主用途である宇宙戦能力を強化した最終型。エンジン、アビオニクス、粒子ビーム砲などが新世代の技術で改良されている。

## 商品化
本機は、本格的なアニメ登場がOVAでのファイターモード飛行シーンのみであることから、マスプロ製品（いわゆるプラモデル、トイなどの量産品）としての商品化には長らく恵まれていなかったが、ガレージキットの世界では1980年代から何度も製品化されている。そのなかには、原作者の河森みずからが「軽装型」・「長距離偵察侵攻用ブースター装備型」の設定のラフスケッチ画を描き起こした 1/72 のムサシヤのキットや、1997年のPlayStation用ゲーム『マクロス デジタルミッションVF-X』の発売に際し、変形を前提とした3形態の画稿が発表されてからは、クラブMの1/72やイエロー・サブマリンの1/100スケールモデル、さらには3形態への変形を可能にし、河森描き下ろしの指揮官用頭部を付属したスタジオ・ハーフアイの完全変形モデルなどが発売されていた。
長らく発売されていなかった本機のマスプロ製品だが、2010年には、バンダイの「マクロスファイターコレクション3」のシークレットアイテムとして1/250モデルが登場、2012年にはやまとが 物語設定上の最初の量産型（A型）の生産開始であり「メガロード01」の出航に間に合わせるかたちで配備が行われた西暦2012年にちなんで、1/60 完全変形モデルをオンラインストア限定商品として発売すると告知した。
同社の商品の一部を引き継ぎ、2013年1月に設立されたアルカディアより、「1/60 完全変形 VF-4G ライトニングIII」を2016年2月に再発売することが2015年10月27日に発表された
。
ウェーブより1/72スケール・VF-4 ファイター形態のプラモデルが2018年3月に発売された。
バンダイよりHI-METAL RブランドにてVF-4 ライトニングIIIが2019年3月に発売された。

## 登場作品
クロスオーバー作品も混合とし、登場年代順に列記する。
- 超時空要塞マクロス - テレビシリーズ最終話に VF-X-4 の模型が登場。
- マクロス・パーフェクト・メモリー（みのり書房） - 同書に掲載された河森正治による記事「空白の二年間」において、新鋭可変戦闘機開発プロジェクトの試作機として、VF-1を改造した機体「発展改良型バルキリー」が描かれている（68頁）。
- 超時空要塞マクロス 愛・おぼえていますか - 輝の部屋に、VF-4の模型がXB-70の模型と並んで飾られている。
- 超時空要塞マクロス Flash Back 2012 -  VF-4A 一条輝機が登場。
- 超時空要塞マクロス 永遠のラヴソング - ゲーム終盤に主人公の乗機として登場。三段変形の公式設定が出る前であるため、バトロイド形態のプロポーションは公式設定とは大きく異なっており、さらには「マクロスシリーズ」にはないはずの装備であるファンネル装備型も登場している。
- マクロス デジタルミッション VF-X 「ヴァルハラ III」所属の VF-4G が登場。
- マクロスM3 - VF-4Gマックス機、ミリア機が登場。
- マクロス7 トラッシュ - 練習機として使用されている機体が登場。
- マクロスアルティメットフロンティア - VF-4 スカル飛行大隊所属の指揮官（航空団（群）司令/CAG）機一条輝機が登場。
- 小説マクロスF「カブキ・ウォーバード」 - 「オーディーン II」所属の VF-4G が登場。
- マクロス・ザ・ライド - VF-4S 型を基本に大気圏内専用の対艦攻撃・邀撃機用途のために腕部と一部変形機構を省略し「軽装型」とした VF-4SL 型が民間の「バンキッシュ・レース」用途に払い下げられ腕部を必要としない「オストリッチ・レース」などに参加。なお、VF-4SL の各種雑誌における模型作例は、先述の1/72ムサシヤ製ガレージキット用に河森みずからが描き起こした設定画に存在した、「大気圏内・軽装型」の設定を参考に製作されている。
- 超時空要塞マクロス THE FIRST - 第8話に別時空の機体が登場[11]。

## 『ロボテック』版
VF-4 は日本国外でハーモニーゴールド USA （Harmony Gold USA）社がマクロスほか2作品のライセンスを取得、同一世界の異なる時代と世代を描いた、連続する1つの大河ストーリーとして翻案、再編集された作品である『ロボテック』（Robotech）版においても、2003年のワイルドストーム（Wildstorm）社 （DCコミックスの子会社）が出版した Robotech: From the Stars （英文和訳「星界から」） にも登場。「リック・ハンター」（Rick Hunter、翻案元原作における一条輝に相当する人物）による飛行試験中に、反乱ゼントラーディ人の待ち伏せで危機に陥った旧式の VF-1A（量産型）や指揮官機 VF-1R で構成された ジャック・アーチャー (Jack Archer) 率いる「ジョナサン・ウルフ飛行小隊」の救援に急行する活劇における「真打ち登場」的な見せ場が用意されるなど、国内よりも知名度が高い。

### 登場作品（ロボテック）
- ワイルドストーム（Wildstorm)社のフルカラー漫画とグラフィックノベル版の単行本である『From The Stars（星界から） 』に VF-X-4 が登場。
- 南極出版社（Antarctic Press）フルカラー漫画〔外伝扱い〕の第二部「試作機 001 派生型」（Prototype 001 Variants）に VF-4（シリーズ記号不明）が登場。

## 参考図書
ヴァリアブルファイター・マスターファイル VF-4 ライトニングIII
2016年8月9日発売、ISBN 9784797387667。